# Szamcshon
Szamcshon (hangul: 삼천군, Szamcshon-kun, handzsa: 三泉郡, RR: Samch'ŏn-kun, ’három forrás’) megye Észak-Koreában, Dél-Hvanghe (Hwanghae) tartományban. 1952-ben hozták létre Szonghva (Songhwa) és Sincshon (Sinch'ŏn) megyék egyes területeiből és emelték megyei rangra.

## Földrajza
Északról Ulljul (Ŭnryul) és Anak, keletről Sincshon (Sinch'ŏn), délről Thethan (T'aet'an), nyugatról Szonghva (Songhwa), délnyugatról Csangjon (Changyŏn) határolja.
Legmagasabb pontja a 688 méter magas Aszabong (아사봉; 阿斯峯, Asabong).

## Közigazgatása
1 községből (up (ŭp)), 19 faluból (ri (ri)) áll:
| - Szamcshon-up (삼천읍; 三泉邑, Samch'ŏn-ŭp) - Kohjon-ri (고현리; 古縣里, Kohyŏn-ri) - Ködzsong-ri (괴정리; 槐亭里, Koejŏng-ri) - Kunszan-ri (군산리; 群山里, Kunsan-ri) - Kunghung-ri (궁흥리; 弓興里, Kunghŭng-ri) - Kumcshon-ri (금천리; 金川里, Kŭmch'ŏn-ri) - Talcshon-ri (달천리; 達泉里, Talch'ŏn-ri) - Tokcshon-ri (덕천리; 德泉里, Tŏkch'ŏn-ri) - Tomjong-ri (도명리; 道明里, Tomyŏng-ri) - Tobong-ri (도봉리; 道峯里, Tobong-ri) | - Rjonphjong-ri (련평리; 蓮坪里, Ryŏnp'yŏng-ri) - Rjongam-ri (룡암리; 龍岩里, Ryongam-ri) - Rjongcshon-ri (룡천리; 龍泉里, Ryongch'ŏn-ri) - Pangnam-ri (방남리; 芳南里, Pangnam-ri) - Szugjo-ri (수교리; 水橋里, Sugyo-ri) - Szudzsang-ri (수장리; 壽長里, Sujang-ri) - Sinmjong-ri (신명리; 新明里, Sinmyŏng-ri) - Volbong-ri (월봉리; 月峯里, Wŏlbong-ri) - Cshurung-ri (추릉리; 楸陵里, Ch'urŭng-ri) - Thapphjong-ri (탑평리; 塔坪里, T'app'yŏng-ri) |

## Gazdaság
Szamcshon (Samch'ŏn) megye gazdasága szövőiparra, textiliparra, papírgyártásra és gyógyszergyártásra épül.

## Oktatás
Szamcshon (Samch'ŏn) megye egy mezőgazdasági és egy gépészeti főiskolának, 20 általános és 20 középiskolának ad otthont.

## Egészségügy
A megye számos egészségügyi intézménnyel rendelkezik, köztük 1 megyei és 24 helyi kórházzal.

## Közlekedés
A megye közutakon a szomszédos helységek felől közelíthető meg. A megye vasúti kapcsolattal rendelkezik, az Ulljul (Ŭnryul) vonal része.